# Grădinari (Olt)
Grădinari é uma comuna romena localizada no distrito de Olt, na região de Oltênia. A comuna possui uma área de 17.40 km² e sua população era de 2630 habitantes segundo o censo de 2007.